# مارك ميسيير
مارك جون دوغلاس ميسيي (بالانجليزية؛Mark Messier ولد في 18 يناير 1961) هو لاعب سابق محترف في هوكي الجليد الكندي. استمرت مسيرته في اللعب في دوري الهوكي الوطني لمدة 25 عامًا (1979-2004) مع إدمونتون أويلرز، ونيويورك رينجرز، وفانكوفر كانوكس. كما لعب بشكل احترافي مع فريق إنديانابوليس ريسرز وسينسيناتي ستينغرز في رابطة الهوكي العالمية. ولعب أيضًا أربع مباريات قصيرة في دوري الهوكي المركزي الأصلي مع فريق هيوستن أبولوز في عام 1979. كان آخر لاعب من رابطة الهوكي العالمية يستمر في اللعب في هوكي الجليد الاحترافي، وآخر لاعب نشط في أي من الدوريات الرياضية الكبرى في أمريكا الشمالية قد لعب في السبعينيات. بعد مسيرته كلاعب، شغل منصب مساعد خاص لرئيس ومدير عام فريق رينجرز.